# 醉鱼草属
醉鱼草属是唇形目玄参科的一属，自成一个醉鱼草族（Buddlejeae），约100余种，广泛分布在全世界热带和亚热带等温暖地区。醉鱼草科的拉丁名Buddleja是林奈为了纪念英国植物学家亚当·巴德尔 (1662–1715)而根据William Houston博士的建议而取得  （页面存档备份，存于）.休斯顿博士本人则是第一个把醉鱼草带到英格兰的人。大部分醉鱼草为灌木，也有少数种类为乔木，但一般不足5米高，也有几个种类会超过30米高。基本分为两个群类，生长在美洲的一般为雌雄异株，而生长在东半球的一般为雌雄同株。中国有约40种，分布在南方各地。
醉鱼草科植物常被星状毛，单叶对生，稀互生，1-30厘米长 ；花的花萼4裂，花冠漏斗状或高脚碟状，约1厘米长，组成各种花序；果实为蒴果，2瓣裂，稀浆果。 有些种类为供观赏用花卉，有些种类可以毒鱼，因此得名。
以前的分类一般将醉鱼草属列入马钱科，1981年的克朗奎斯特分类法将其单独分出一个科——醉鱼草科（Buddlejaceae），列入玄参目，1998年根据基因亲缘关系分类的APG 分类法将这个科列入唇形目，2003年经过修订的APG II 分类法不承认这个科，将这个属放入玄参科。

## 种
约100余种：

腺冠醉鱼草（Buddleja adenantha）

巴东醉鱼草（Buddleja albiflora）

翅枝醉鱼草（Buddleja alata）

互叶醉鱼草（Buddleja alternifolia）

美洲醉鱼草（Buddleja americana）

白背枫（Buddleja asiatica）

Buddleja auriculata

澳洲醉鱼草（Buddleja australis）

不丹醉鱼草（Buddleja bhutanica）

短序醉鱼草（Buddleja brachystachya）

密香醉鱼草（Buddleja candida）

簇花醉鱼草（Buddleja caryopteridifolia）

大花醉鱼草（Buddleja colvilei）

皱叶醉鱼草（Buddleja crispa）

Buddleja crotonoides

彎花醉魚木（Buddleja curviflora）

流苏醉鱼草（Buddleja davidii）

腺叶醉鱼草（Buddleja delavayi）

紫花醉鱼草（Buddleja fallowiana）

滇川醉鱼草（Buddleja forrestii）

智利醉鱼草（Buddleja globosa）

全缘叶醉鱼草（Buddleja heliophila）

印度醉鱼草（Buddleja indica）

日本醉鱼草（Buddleja japonica）

扁脉醉鱼草（Buddleja limitanea）

波叶醉鱼草（Buddleja lindleyana）

长序醉鱼草（Buddleja macrostachya）

浆果醉鱼草（Buddleja madagascariensis）

Buddleja marrubiifolia

酒药花醉鱼草（Buddleja myriantha）

金沙江醉鱼草（Buddleja nivea）

密蒙花（Buddleja officinalis）

喉药醉鱼草（Buddleja paniculata）

小花醉鱼草（Buddleja parviflora）

甘肃醉鱼草（Buddleja purdomii）

Buddleja pulchella

Buddleja racemosa

Buddleja saligna

Buddleja salviifolia

Buddleja scordioides

Buddleja sessiliflora

大理醉鱼草（Buddleja taliensis）

管花醉鱼草（Buddleja tubiflora）

Buddleja utahensis

互对醉鱼草（Buddleja wardii）

云南醉鱼草（Buddleja yunnanensis）